# Alexandre Henrard
Alexandre Henrard (Coutances, 11 luglio 1992) è un pentatleta francese.

## Biografia
È figlio della nuotatrice Isabelle Lefèvre e fratello della pallavolista Roxane Henrard.
Ha vinto la medaglia di bronzo ai mondiali di Mosca 2016 nella staffetta, gareggiando con Pierre Dejardin.
Si è laureato campione iridato ai mondiali di Città del Messico 2018 nella staffetta, gareggiando con Valentin Belaud. Nella stessa edizione ha ottenuto anche il bronzo nella staffetta mista con Emma Riff.
Ha ottenuto due medaglie nella staffetta agli europei: l'argento a Minsk 2017, con Simon Casse, e il bronzo a Székesfehérvár 2022, con Jean-Baptiste Mourcia.
È attivo anche nel biathle, disciplina di cui è stato campione mondiale.

## Palmarès
- Mondiali

Mosca 2016: bronzo nella staffetta;
Città del Messico 2018: oro nella staffetta; bronzo nella staffetta mista;
- Europei

Minsk 2017: argento nella staffetta;
Székesfehérvár 2022: bronzo nella staffetta;